# Landolphia buchananii
Landolphia buchananii är en oleanderväxtart som först beskrevs av Hallier f., och fick sitt nu gällande namn av Otto Stapf. Landolphia buchananii ingår i släktet Landolphia och familjen oleanderväxter. Inga underarter finns listade i Catalogue of Life.